# Добрынин, Михаил Семёнович
Михаил Семёнович Добры́нин (1924—1980) — ефрейтор полковой разведки, участник Великой Отечественной войны, Герой Советского Союза (1945). В послевоенное время — старший лейтенант Советской Армии.

## Биография
Михаил Добрынин родился 19 августа 1924 года в деревне Воробьёвка (ныне — Рославльский район Смоленской области) в многодетной крестьянской семье. Окончил школу-семилетку, затем учился в Ельнинском сельскохозяйственном техникуме. В начале Великой Отечественной войны Добрынин не был призван в армию по возрасту, поэтому в декабре 1941 года он ушёл в партизанский отряд имени Сергея Лазо под командованием Василия Казубского. Через некоторое время Добрынин был захвачен и расстрелян, однако остался жив и был спасён из общей могилы. Вылечившись на Большой земле, Добрынин окончил специальную школу партизанского движения и в сентябре 1942 года был заброшен на территорию Псковской области, где сражался в составе 3-й Ленинградской партизанской бригады. В 1944 году Добрынин был призван в армию. Участвовал в боях на Ленинградском и 1-м Украинском фронтах, освобождал Прибалтику и Польшу. К январю 1945 года ефрейтор Михаил Добрынин был разведчиком взвода пешей разведки 538-го стрелкового полка 120-й стрелковой дивизии 21-й армии 1-го Украинского фронта. Отличился во время форсирования Одера.
В ночь с 22 на 23 января 1945 года Добрынин с четырьмя разведчиками одним из первых переправился через Одер в районе населённого пункта Грошовиц (ныне — в черте Ополе) и принял активное участие в захвате передовой траншеи и отражении несколько вражеских контратак. В бою Добрынин лично уничтожил более пятнадцати солдат и офицеров противника, а также поджёг пять танков. В бою он получил ранение, но продолжал сражаться, пока не потерял сознание.
Указом Президиума Верховного Совета СССР от 10 апреля 1945 года за «образцовое выполнение заданий командования и проявленные мужество и героизм в бою при форсировании реки Одер» гвардии ефрейтор Михаил Добрынин был удостоен высокого звания Героя Советского Союза с вручением ордена Ленина и медали «Золотая Звезда» за номером 8036.
После окончания войны Добрынин продолжил службу в Советской Армии. В 1949 году он окончил Киевское артиллерийское техническое училище. В 1955 году в звании старшего лейтенанта Добрынин был уволен в запас.

Проживал в Кишинёве. Закончил республиканскую партийную школу при ЦК коммунистической партии Молдавии. Работал директором элеватора, инженером по транспорту.
Умер от сердечного приступа 2 января 1980 года, похоронен на кишинёвском кладбище «Дойна».
Был также награждён орденом Отечественной войны 1-й степени и рядом медалей.

## Память
В честь Героя Советского Союза М. С. Добрынина названы улица и школа в деревне Савеево Рославльского района Смоленской области